# Josef Giessen

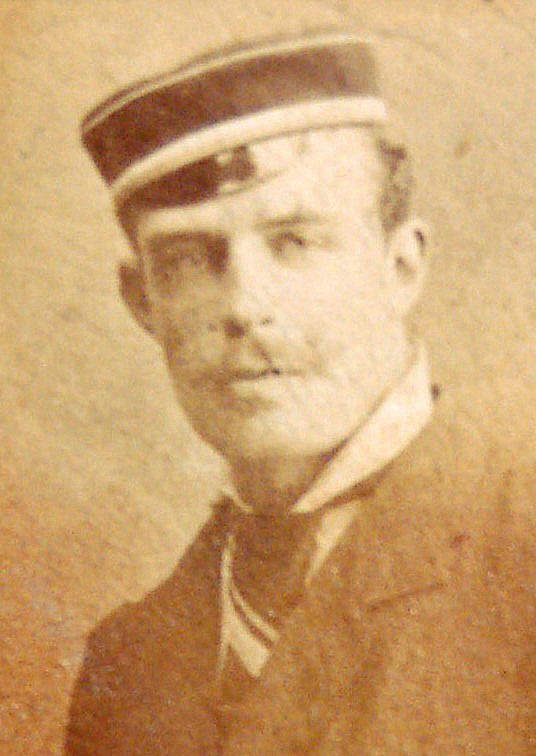
Josef Giessen

Josef Giessen (* 5. August 1858 in Deidesheim; † 28. Juni 1944 in Frankenthal (Pfalz)) war ein deutscher Richter und Politiker in der Pfalz (Bayern).

## Leben
Giessen besuchte das humanistische Herzog-Wolfgang-Gymnasium in Zweibrücken. Nach dem Abitur (1877) begann er an der Hessischen Ludwigs-Universität Rechtswissenschaft zu studieren. 1878 wurde er im Corps Teutonia Gießen recipiert. Als Inaktiver wechselte er an die Friedrich-Wilhelms-Universität zu Berlin, die Universität Leipzig und die Ludwig-Maximilians-Universität München. 1880 wurde er auch im Corps Franconia München aktiv. Im Dezember 1884 legte er in Speyer die große Staatsprüfung ab. Danach war er als Staatsanwalt und Amtsrichter in Neustadt an der Haardt (heute Neustadt an der Weinstraße), Kaiserslautern und Zweibrücken tätig. Ab 1895 war er Landgerichtsrat,  ab 1902 I. Staatsanwalt und ab 1904 Landesgerichtsdirektor in Frankenthal. 1924 wurde Giessen zum ständigen Stellvertreter des Landgerichtspräsidenten von Frankenthal mit dem Titel eines Landgerichtspräsidenten ernannt. Am 1. Januar 1928 trat er in den Ruhestand.

## Politik

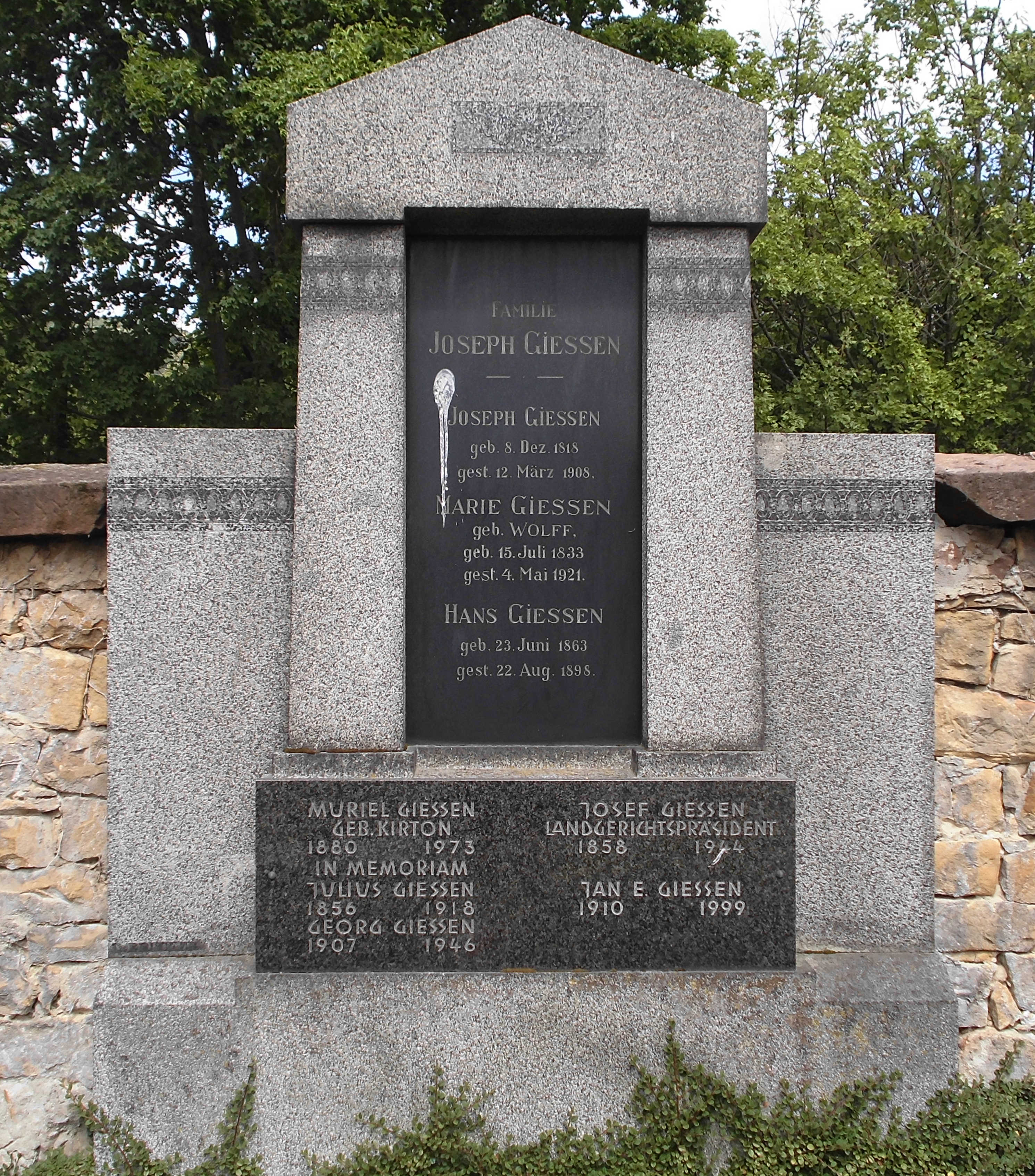
Familiengrab in Deidesheim

In der 20. Wahlperiode (1907–1912) und in der 21. Wahlperiode (1912–1918) vertrat Giessen als Liberaler den Wahlkreis Kirchheimbolanden in der Kammer der Abgeordneten (Bayern).